# Mémorial national de Terre-Neuve
Le Mémorial national de Terre-Neuve est un monument commémoratif de la Première Guerre mondiale situé dans la ville de Saint-Jean de Terre-Neuve (St. John's, en anglais), au Canada.

## Localisation
Le mémorial est situé dans le centre-ville de Saint-Jean-de-Terre-Neuve, entre les rues Water et Duckworth. 

## Historique
L'île de Terre-Neuve, qui ne faisait pas partie du dominion canadien, participa à la Première Guerre mondiale en tant que colonie de l'Empire britannique.
La Bataille de la Somme fut le premier grand combat du Régiment royal de Terre-Neuve (Newfoundland Regiment en anglais). À Beaumont-Hamel, le matin du 1er juillet 1916, pendant l'assaut qui dura approximativement trente minutes, le régiment terre-neuvien fut presque entièrement anéanti : 801 hommes furent mis hors de combat sur 865, dès le début de l'offensive.
Depuis lors, le 1er juillet est un jour de commémoration à Terre-Neuve et dans le Labrador.
La réalisation et l'érection du Mémorial national de Terre-Neuve ont été financées en grande partie par des dons publics versés à la Newfoundland War Memorial Company Unlimited. 
Le monument a été inauguré le 1er juillet 1924 par le feld-maréchal Earl Douglas Haig, huit ans après l'attaque tragique du Newfoundland Regiment à Beaumont-Hamel. Quelque 20 000 personnes étaient présentes

## Caractéristiques
Le monument a été érigé sur un terre-plein de pierre d'où on peut voir le port. On y accède par un majestueux escalier. 
Le monument proprement dit est composé d'un haut socle de granit prolongé de chaque côté par un muret. Les sculpteurs Ferdinand Victor Blundstone et Gilbert Bayes ont conçu les statues et E.J. Parlanti les a coulées dans le bronze.
Au sommet du socle a été érigée une statue de femme, allégorie de la liberté et de la volonté du dominion de s'engager dans la guerre. Au pied du socle, sur le devant, se dressent deux statues, l'une représentant un soldat de la Réserve navale de Terre-Neuve et l'autre un soldat du Régiment royal de Terre-Neuve. À chaque extrémité du muret ont été dressées sur l'une, une statue de matelot de la marine marchande de Terre-Neuve et sur l'autre, une statue de bûcheron du Newfoundland Forestry Corps.